# Haworthia attenuata
Espèce
Classification APG III (2009)
Haworthiopsis attenuata est une espèce du genre Haworthia, sous-genre Hexangularis, et de la famille des Liliaceae, ou des Asphodelaceae selon la classification phylogénétique.

## Description
La plante forme d'assez grosses rosettes vert foncé. Ses feuilles vertes et étroites de 6 cm de longueur, ornées de ponctuations blanches sur les deux faces, se terminent par une pointe non piquante. Elle supporte les expositions faiblement ensoleillées. Ainsi, elle se plait sur les bords de fenêtre, à l'ombre d'autres plantes.

## Formes et variétés
- Haworthia attenuata var. attenuata : variété type.
- Haworthia attenuata f. argyrostigma : forme d'Haworthia attenuata aux feuilles plus effilées, portant des points blancs plus fins et plus nombreux.
- Haworthia attenuata f. caespitosa : le revers des feuilles de cette forme d'Haworthia attenuata est orné de bandes blanches au lieu de points blancs.
- Haworthia attenuata f. clariperla : semblable à la forme caespitosa.
- Haworthia attenuata f. o'donogheana : forme plus compacte, rosette deux fois plus petite que l'espèce type.
- Haworthia attenuata f. 'Big Band' : forme de caespitosa aux bandes blanches très développées.
- Haworthia attenuata var. radula